# Подгорівка (Гусєвський район)
Подгорівка (рос. Подгоровка), до 1946 року — Грос Байтчен (нім. Groß Baitschen) — селище Гусєвського району, Калінінградської області Росії. Входить до складу Калінінського сільського поселення. Населення — 166 осіб (2015 рік).

## Історія
У роки Першої світової війни під час Гумбінненської битви 20 серпня 1914 року поблизу селища Грос Байтчен відбулось бойове зіткнення російської 25-ї піхотної дивізії 3-го армійського корпусу з частинами німецької 35-ї піхотної дивізії 17-го армійського корпусу. Загиблих під час бою вояків обох армій поховали на декількох військових кладовищах.
18 січня 1945 року в бою за Грос Байтчен був смертельно поранений заступник командира 2-го стрілецького батальйону 664-го стрілецького полку 130-ї стрілецької дивізії 28-ї армії 3-го Білоруського фронту капітан Сергій Гусєв, на честь якого було перейменоване місто Гумбіннен.

## Населення
| 2002 | 2010 |
| ---- | ---- |
| 166  | →166 |